# Vera Forsberg
Vera Hilda Louise Forsberg, född von Schoting den 24 augusti 1919 i Lit, Jämtlands län, död 3 maj 2010 i Stockholms domkyrkoförsamling, var en svensk författare och journalist.

## Biografi
Vera Forsberg debuterade skönlitterärt 1967 med Gennet bor i Etiopien, en barnbok, med fotografier av Anna Riwkin-Brick. Boken gavs ut av förlaget Rabén & Sjögren. 1970 kom Salima bor i Kashmir, den sist boken i en barnbok serie av Anna Riwkin-Brick. Böckerna är översatt till tyska och engelska.
Hon var gift med Arne Forsberg.